# سابيوم
سابيوم أو سابوم هو ثالث ملوك سلالة بابل الأولى وملك من سنة 1781 ق م إلى سنة 1767 ق م وتوفي واستلم ابنه ابيل سين الحكم مكانه.